# Toronto Maple Leafs
De Toronto Maple Leafs zijn een professioneel ijshockeyteam uit Toronto, Ontario, Canada.
Ze komen uit in de NHL en zijn ingedeeld in de Atlantic Division van de Eastern Conference. De officiële benaming is “Toronto Maple Leafs Hockey Club”. Ook worden vaak de verkorte namen gebruikt zoals “Maple Leafs” of “Leafs”.
De Leafs spelen hun wedstrijden sinds 1999 in de Scotiabank Arena . Daarvoor speelden ze 68 jaar in de Maple Leaf Gardens.
De Toronto Maple Leafs zijn ondergebracht in het Canadese bedrijf Maple Leaf Sports & Entertainment Ltd. die eigenaar zijn van alle grote sportploegen, accommodaties en mediaonderdelen van Toronto.
De grootste concurrenten van de Leafs zijn de Montreal Canadiens, de Ottawa Senators en de Buffalo Sabres. De Leafs wonnen tot nu toe 11 keer de Stanley Cup, de laatste keer in 1967. Dit was tevens de enige cup in het nieuwe franchise-tijdperk.
Met een waarde van ongeveer 470 miljoen dollar zijn de Maple Leafs het meest waardevolle team uit de NHL gevolgd door de New York Rangers en de Montreal Canadiens.

## Historie

### Beginjaren
De NHL werd opgericht in 1917 in Montreal door teams die eerst onderdeel waren van de National Hockey Association (NHA). Deze teams hadden een geschil met Toronto Blueshirts-eigenaar Eddie Livingstone. De vier teams hadden voldoende stemmen om Livingstone uit de NHA te zetten maar kozen ervoor om een eigen league op te zetten, de huidige NHL, en lieten zo Livingstone en zijn team alleen achter in de NHA.

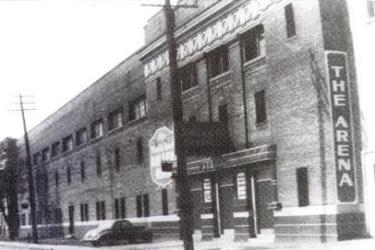
Arena Gardens rond 1917

De andere teams vonden het echter ondenkbaar dat er geen team uit Toronto deel zou nemen aan de nieuwe competitie. Daarbij had een van de teams zich teruggetrokken en moest er een team bij komen om een speelbare competitie te maken. De NHL stemde toe met een tijdelijk team dat in bezit was van de Arena Company, tevens eigenaar van de Arena Gardens, die de spelers van de Toronto Blueshirts kon huren tot het geschil was opgelost. Het team heeft echter nooit een officiële naam gehad, maar werd meestal “the Blueshirts”of “the Torontos” genoemd. Onder leiding van manager Charlie Querrie en coach Dick Carrol won het team de Stanley Cup in het eerste jaar van de NHL.
Voor het volgende seizoen (1918/19), vormde de Arena Company een eigen team, de Toronto Arena Hockey Club en werd daarmee een volwaardig lid van de NHL, en werd besloten dat in de Arena Gardens alleen nog NHL-teams mochten spelen. Livingstone riep zijn spelers daarop terug. Toen duidelijk werd dat de Arena’s het seizoen niet konden uitspelen kregen ze van de NHL dispensatie en werden direct in de playoffs geplaatst. Dit seizoen is nog steeds het slechtste in de geschiedenis van het team.

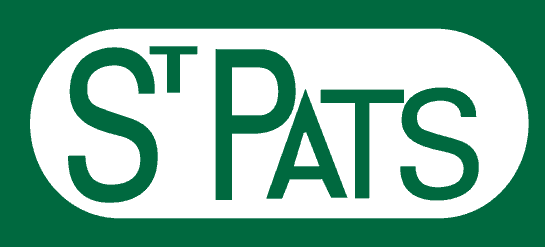
Logo Toronto St. Pats

Het geschil bracht de Arena Company bijna ten val en deze werden gedwongen om de Arena’s te verkopen. Charlie Querrie vormde een team met voornamelijk spelers van een amateurteam uit St. Patrick dat uitkwam in de Ontario Hockey Association. De nieuwe eigenaren doopten het team daarna om tot de Toronto St. Patricks of kortweg de St. Pats en die naam bleef tot 1927. In deze periode veranderde de shirtkleur van blauw naar groen en werd in 1922 voor de tweede maal de Stanley Cup gewonnen.
Inmiddels werd de Arena Gardens ook weer opengesteld voor andere teams, als deze door de weersomstandigheden geen goed ijs konden leveren. In die tijd was de Arena Gardens de enige accommodatie ten oosten van Manitoba met kunstmatig ijs.

### Conn Smythe-tijdperk
Querrie verloor een rechtszaak van Livingstone en moest de St. Pats te koop zetten, een bod van 200.000 dollar uit Philadelphia werd in overweging genomen, maar Toronto Varsity Graduates coach Conn Smythe zocht een groep mensen bij elkaar en deed een bod van 160.000 dollar. Met steun van St. Pats aandeelhouder J.P. Bickell wist Conn Smythe Querrie te overtuigen en het bod vanuit Philadelphia af te wijzen met als argument dat trots belangrijker is dan geld.
Nadat het team op 14 februari 1927 in handen kwam van Conn Smythe, doopte hij het team direct om in “Maple Leafs”, de afkomst van deze naam roept nogal wat discussie op, de Maple Leafs verklaren dat het een naam is ter ere van een regiment uit de Eerste Wereldoorlog (Maple Leaf Regiment). Een ander verhaal is dat Conn Smythe ooit een team had gescout dat East Toronto Maple Leafs heette, en de kleinzoon van Conn Smythe vertelde ooit dat het de naam was van de Maple Leaf insigne die was gedragen in de Eerste Wereldoorlog.
Het volgende seizoen verschenen de Leafs voor het eerst in het bekende blauw/witte tenue dat tot op de dag van vandaag nog steeds wordt gedragen.

#### Jaren 30: Opening Maple Leaf Gardens en eerste succes

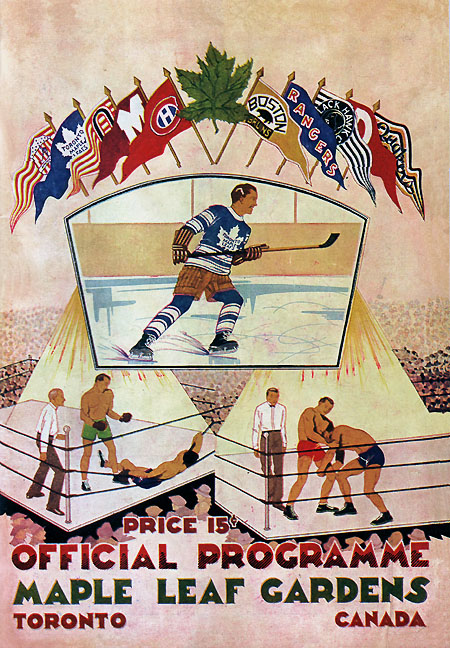
Toronto Maple Leafs openingsprogramma van 12 november 1931

Na nog 4 magere seizoenen, waarvan 3 onder coach Conn Smythe, kwam er een nieuwe arena de zogenaamde Maple Leaf Gardens, de openingswedstrijd was op 12 november 1931 tegen de Chicago Blackhawks en ging met 2-1 verloren.
Onder leiding van de “Kid Line” (Busher Jackson, Joe Primeau en Charlie Conacher) en coach Dick Irvin, wonnen de Leafs in het openingsjaar van de nieuwe arena hun derde Stanley Cup door achtereenvolgens de Montreal Maroons (1e Ronde), de Boston Bruins (1/2 finale) en de New York Rangers (finale) te verslaan. Voor Conn Smythe had de overwinning op de New York Rangers een apart tintje omdat hij manager en coach zou worden in het allereerste seizoen van de Rangers (1926/27) maar werd door een onenigheid met het management al voor het seizoen ontslagen.
In het seizoen 1933/1934 kwam sterspeler Ace Bailey bijna om het leven na een zware aanval van Boston Bruins speler Eddie Shore, Leafs verdediger Red Horner sloeg Shore knock-out maar het was voor Bailey te laat, zijn carrière was te einde. De eerste All Star’s wedstrijd werd door de Maple Leafs opgedragen aan Bailey.
In de volgende 7 jaar werd nog 5x de finale bereikt maar werd de Stanley Cup niet meer gewonnen na verloren finales tegen de Montreal Maroons (1935) de Detroit Red Wings (1936) de Chicago Blackhawks (1938) de Boston Bruins (1939) en de gehate New York Rangers (1940).
Conn Smythe gaf coach Dick Irvin toestemming om naar de noodlijdende Montreal Canadiens te vertrekken, en stelde voormalig aanvoerder Hap Day aan tot coach.

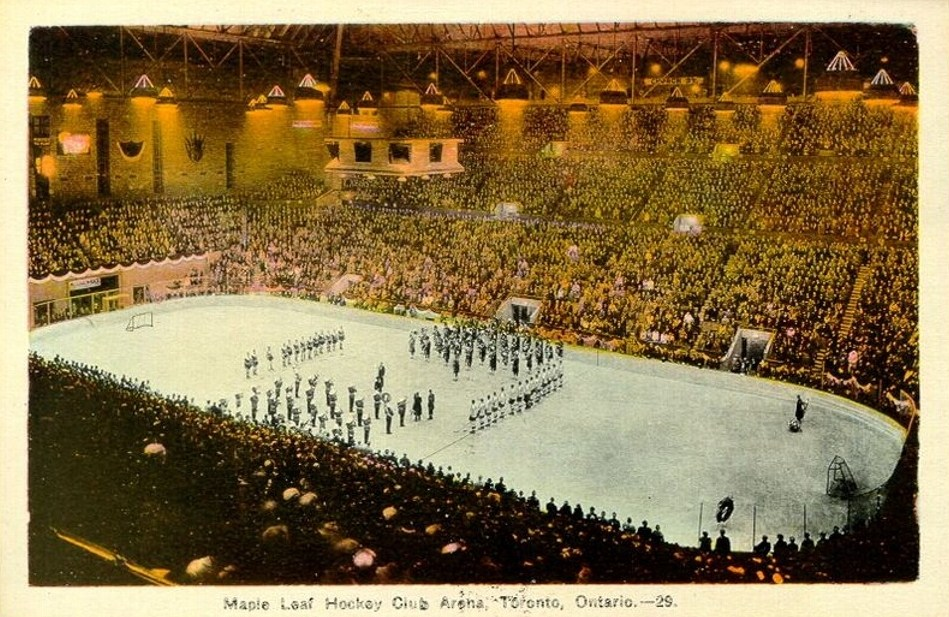
Maple Leaf Gardens

#### Jaren 40: verdere successen
In het seizoen 1941/42 stonden de Leafs in een best-of-7 serie met 3-0 achter tegen de Detroit Red Wings. Maar aanvaller Don Metz deed het team opleven met een hattrick in de vierde wedstrijd en een winnende goal in de vijfde, de Leafs wonnen beide wedstrijden. In de zesde wedstrijd hield goalie Turk Broda zijn doel schoon, en Sweeney Schriner scoorde twee goals in de beslissende wedstrijd die de Leafs met 3-1 wonnen. Hierdoor mocht captain Syl Apps de vierde Stanley Cup in ontvangst nemen. Het was voor het eerst dat een professionele sportploeg uit een van de grote competities terug wist te komen van een 3-0-achterstand.
Drie jaar later was de selectie van 1942 flink geslonken vanwege gezondheid, leeftijd en de oorlog, en moesten de Leafs terugvallen op minder bekende en jongere spelers zoals Goalie Frank McCool en verdediger Babe Pratt. Maar wisten in de finale de Detroit Red Wings te verrassen.
In 1947 troffen de Leafs de regerend kampioen Montreal Canadiens, deze ploeg was op dat moment onklopbaar. Maar Ted Kennedy scoorde de winnende goal in de zesde wedstrijd en schonk daarmee de Maple Leafs hun zesde titel. Ook in 1948 en 1949 wisten de Leafs de titel te veroveren en waren inmiddels de Montreal Canadiens voorbijgegaan met het aantal gewonnen titels. Het kostte de Canadiens 10 jaar om dit record terug te pakken.

#### Jaren 50: de Barilko-vloek
In de finale van 1951 troffen de Maple Leafs en de Canadiens elkaar weer, de eerst 5 wedstrijden werden pas in overtime beslist. In de zesde wedstrijd scoorde Tod Sloan met nog 42 seconden op de klok zodat ook deze wedstrijd in overtime beslist moest worden. Bill Barilko scoorde de winnende en gaf de Leafs hun vierde titel in vijf jaar. Nog geen 4 maanden na zijn goal verdween Barilko na een vliegtuigcrash bij Timmins, Ontario. De Leafs zouden de titel dit decennium niet meer winnen.

### Jaren 60: nieuwe eigenaars en hockeytijdperk
Vlak voor het seizoen 1961/62 verkocht Smythe bijna al zijn aandelen aan zijn zoon Stafford Smythe, krantenbaas John Basset en Toronto Marlboros eigenaar Harold Ballard. Hij verdiende daar 2,3 miljoen dollar mee, flink meer dan het bedrag dat hij 34 jaar eerder betaald had.
Onder de nieuwe eigenaars wonnen de Leafs de Stanley Cup in 1962, 1963 en 1964 en bracht het vele grote namen voort zoals: Frank Malkovlich, Red Kelly, Johnny Bower, Dave Keon, Andy Bargate en Tim Horton. Het team werd geleid door general manager en coach Punch Imlach.
In het seizoen 1966/67 troffen de Leafs en de Canadiens elkaar voor het laatst in de finale van de Stanley Cup, de NHL was dat jaar inmiddels uitgebreid met zes nieuwe teams, Montreal was topfavoriet. Maar de goal van Bob Pulford in de overtime van wedstrijd drie en de winnende goal van Jim Pappin in de zesde ontmoeting gaven de Leafs de 4-2-overwinning op de eeuwige rivaal. De Stanley Cup was tevens de laatste die de Leafs ooit wonnen, ze kwamen zelfs nooit meer in de finale.
In het seizoen 1967/68 vertrok Mahovlich naar Detroit, en in 1968/69 werd in de eerste ronde verloren van de Boston Bruins. Imlach werd ontslagen Tim Horton was het er niet mee eens en vertrok naar de New York Rangers in 1969/70.

### Jaren 70 en 80: het Ballard-tijdperk
Na de dood van Stafford Smythe kocht Harold Ballard zijn aandelen en leidde vanaf toen in zijn eentje de Maple Leafs. Zijn manier van besturen was controversieel en leverde tal van conflicten op met spelers, waaronder Dave Keon, Lanny McDonald, en Darryl Sittler. Wedstrijden werden verloren en er werd ook geen kampioenschap meer gevierd.
In de jaren 70 werd het talent in de NHL uitgedund vanwege een uitbreiding van nog eens 12 teams en de oprichting van de WHA. Ondanks de aanwezigheid van grote namen als Darryl Sittler, Lanny McDonald, Dave “Tiger” Williams, Ian Turnbull en Börje Salming, werd slechts eenmaal de tweede ronde van de playoffs overleefd. Het enige hoogtepunt uit deze tijd waren toch wel de 6 goals en 4 assists van Sittler tegen de Boston Bruins. Deze 10 punten zijn nog altijd het recordaantal in een wedstrijd.
De teloorgang begon pas echt in juli 1979, toen Ballard Imlach terughaalde en hem benoemde tot General Manager. Imlach ruilde McDonald naar de Colorado Rockies. Dit was een grote schok voor Darryl Sittler die twee jaar later naar de Philadelphia Flyers vertrok, zijn 389 goals voor de Leafs bleven een record tot Mats Sundin het in 2007 verbrak.
Het vertrek van McDonald zorgde ervoor dat de Leafs in een neerwaartse spiraal terechtkwamen, ze haalden nog maar net de play-offs. De volgende 12 jaar konden de Maple Leafs geen indruk maken, ze misten zes maal de play-offs. Slechts eenmaal werd een acceptabele plaats op de ranglijst gehaald, dit was in het seizoen 1989/90. Tweemaal werd de eerste ronda van de playoffs overleefd, in 1985/86 en 1986/1987. Het absolute dieptepunt was het seizoen 1984/85, 60 van de 80 wedstrijden werden verloren en de Leafs bleven nog maar net boven het negatieve record van de Toronto Arenas in 1919.
Het enige lichtpuntje was Wendell Clark die in de draft van 1985 werd gekozen en het tot captain schopte.

### Begin jaren 90: wederopstanding
Ballard overleed in 1990 en zijn goede vriend en supermarkt-tycoon Steve Stavro kocht het merendeel van de Maple Leaf-aandelen. Anders dan Ballard verscheen Stavro niet graag in de spotlights en hield hij zich ook nauwelijks bezig met hockeyzaken. Zijn eerste actie was het binnenhalen van Calgary Flames general manager Cliff Fletcher, die in 1988/89 de Flames naar de titel loodste.
Fletcher begon direct een team te bouwen dat weer mee kon strijden in de NHL en dat team stond er in 1992/93. Hij haalde onder anderen Doug Gilmour vanuit Calgary en Dave Andreychuk uit Buffalo, en haalde door prima spel van deze nieuwe namen 99 punten, een record voor de Leafs op dat moment. Het team versloeg in de play-offs eerst de Detroit Red Wings (4-3) en daarna de St. Louis Blues (4-3) en iedereen hoopte op een confrontatie met Montreal in de finale. Maar eerst moesten de Los Angeles Kings, met sterspeler Wayne Gretzky, worden verslagen. Toronto stond na vijf wedstrijden op een 3-2-voorsprong maar verloor de zesde wedstrijd door een omstreden goal van Wayne Gretzky. In de beslissende wedstrijd scoorde Gretzky een hattrick en was de droom ten einde.
Ook het jaar erna was een sterk seizoen van de Leafs, ze haalden dat jaar 98 punten slechts 1 punt minder dan het record van een jaar eerder. In de play-offs versloeg het de Chicago Blackhawks (4-2) en de San Jose Sharks (4-3) maar verloor van de Vancouver Canucks (1-4). Tijdens de draft van 1994 ruilden de Maple Leafs Clark naar de Québec Nordiques en haalden zo de Zweed Mats Sundin binnen.

### Nieuw millennium, nieuw thuis

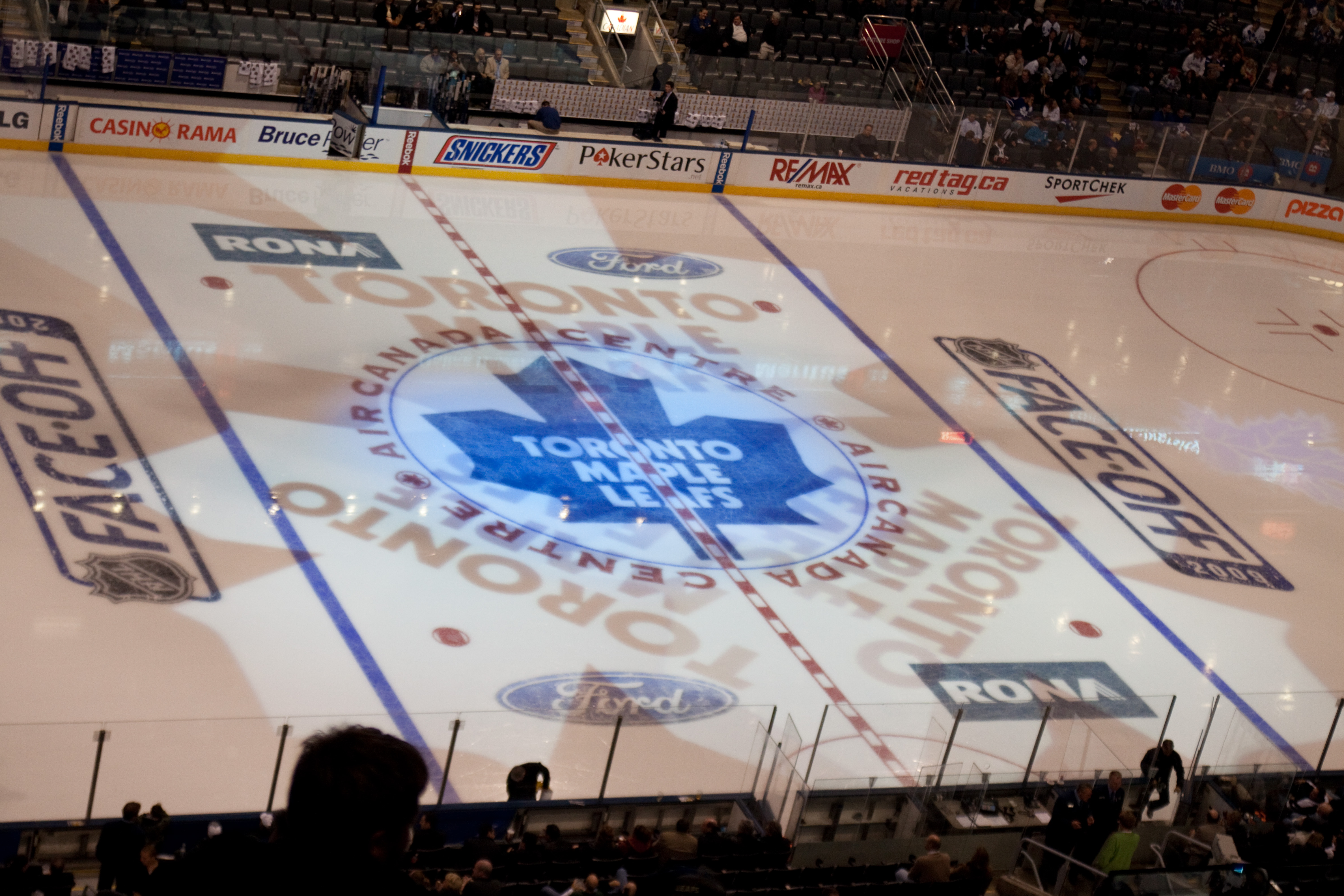
Air Canada Centre

In 1996 ging Stavro in zee met Larry Tanenbaum, mede-oprichter van de Toronto Raptors. Maple Leaf gardens Ltd. werd omgedoopt tot Maple Leaf Sports & Entertainment Ltd. (MLSE) en brachten daar de Leafs en de Raptors onder. Later werd dat uitgebreid met de Toronto Marlies (AHL) en Toronto FC (MLS)
Na 2 jaar zonder play-offs, eind jaren 90, haalde de Leafs doelman Curtis Joseph weg bij de Edmonton Oilers en de in 1997 ontslagen coach van de Vancouver Canucks, Patt Quinn. In het seizoen 1998/99 verhuisde de Leafs van de Maple Leaf Gardens naar het nieuwe Air Canada Centre. In de play-offs van dat jaar versloegen ze de Philadelphia Flyers en de Pittsburgh Penguins maar verloren een ronde later van de Buffalo Sabres.
Toronto haalde zowel in 1999/00 als in 2000/01 de tweede ronde van de playoffs maar verloor beide keren van de New Jersey Devils, die beide keren de finale haalde en in 2000 deze ook won. 2000 was een historisch jaar voor de Leafs omdat ze dat jaar voor het eerst in 37 jaar eerste werden in de divisie en ook de 100 punten grens doorbraken.
In het seizoen 2001/02 versloegen de Leafs in de eerste ronde van de play-offs de New York Islanders, en daarna provinciegenoot Ottawa. Een ronde later werd verloren van de Carolina Hurricanes, knap was dit wel omdat tijdens de play-offs het grootste deel van de sterspelers geblesseerd aan de kant moest blijven.
Joseph verliet het team in 2002 en werd opgevolgd door veteraan Ed Belfour die overkwam van de Dallas Stars. Maar de doelman kon niet voorkomen dat de Leafs in het seizoen 2002/03 in de eerste ronde met 4-3 verloren van de Philadelphia Flyers. 2003 was ook het jaar dat Stavro zijn aandelen in MLSE verkocht aan Tanenbaum. Stavro overleed in 2006.
Het seizoen 2003/04 was voor de Leafs zeer succesvol, ze haalden in de competitie 103 punten, wat een nieuw record betekende. In de eerste ronde van de play-offs werden de Ottawa Senators voor de vierde keer in vijf jaar verslagen maar verloren ze wederom van de Philadelphia Flyers.

### Jaren na de staking
Na het stakingsjaar (2004/05) braken er zware tijden aan voor de Maple Leafs. Het haalde in de opvolgende 4 jaren niet een keer de playoff’s. Nadat ze in het seizoen 2005/06 voor het eerst onder Pat Quinn de playoffs miste werd hij ontslagen en werd opgevolgd door Toronto Marlies coach Paul Maurice. In 2006 werd ook afscheid genomen van publiekslieveling Tie Domi en doelman Ed Belfour. Ondanks de komst van onder anderen Pavel Kubina en Michael Peca werden de playoffs weer niet gehaald in de seizoenen 2006/07, 2007/08 en 2008/09. General Manager John Ferguson Jr. werd ontslagen en ook coach Paul Maurice moest eraan geloven. Zij werden opgevolgd door Cliff Fletcher (interim GM) en voormalig San Jose Sharks coach Ron Wilson. In november vertrok interim-manager Fletcher en kwam Brian Burke voor hem in de plaats, Burke is de eerste Amerikaan op deze positie bij de Maple Leafs.

## Rivalen
Als een van de oudste teams in de NHL hebben de Maple Leafs tal van rivalen. Maar de grootste rivalen zijn toch wel de Montreal Canadiens. Montreal won tot dusver 24 Stanley Cups en de Maple Leafs wonnen er 13 en zijn daarmee de nummer 1 en 2 aller tijden.
De rivaliteit met de Ottawa Senators, ook wel bekend als “the battle of Ontario”, kwam in de jaren 90 tot een hoogtepunt omdat de Senators de Leafs in het reguliere seizoen keer op keer versloegen maar Toronto tot vier keer de sterkste bleek in de playoffs.
De grootste Amerikaanse rivaal is afkomstig uit Philadelphia. De Philadelphia Flyers versloegen de Leafs in 2003 en 2004 in de playoffs. Maar de rivaliteit gaat al terug tot de jaren 70 waarin ze werden gezien als de twee meest fysieke teams. De ontmoetingen tussen de Leafs en de Flyers zijn nog steeds zeer hard.
Ook de Buffalo Sabres uit de VS worden gezien als rivaal vanwege de relatief korte reistijd tussen beide steden, de wedstrijden in Buffalo worden dan ook altijd door zeer veel Leafs-supporters bezocht.
De rivaliteit met de Detroit Red Wings is er een van vroeger dit komt mede omdat de Red Wings tegenwoordig in een andere conference spelen waardoor de teams elkaar veel minder treffen als eerst het geval was.

## Supporters
De Maple Leafs-supporters zijn bekend onder de naam “Leafs Nation”. Kaartjes voor de wedstrijden van de Leafs zijn de meest gewilde van de hele NHL zelfs nu de prestaties al een aantal jaren achterblijven. In 2008 bestond er een wachtlijst van 2500 personen voor de aanvraag van een seizoenskaart en de vorige arena, de Maple Leaf Gardens was uitverkocht vanaf 1946 tot hij zijn deuren sloot in 1999. En in het Air Canada Centre is elke wedstrijd vanaf oktober 2002 al uitverkocht. Ook in de VS bestaat een grote schare supporters, waardoor de kaartverkoop van de plaatselijke NHL-teams flink stijgt als deze tegen de Maple Leafs spelen.

## Statistieken per seizoen
Note: Wed. = Wedstrijden, W = Winst, V = Verlies, OT/ = Overtime verlies/Gelijk, P = Punten, GV = Goals voor, GT = Goals tegen, PIM = Penalty's in minuten, 
| Seizoen | Wed.                        | W                           | V                           | OT/G                        | P                           | GV                          | GT                          | Positie                     | Playoff’s                                       |                             |                             |
| 1997–98 | 82                          | 30                          | 43                          | 9                           | 69                          | 194                         | 237                         | 6e, Central                 | Niet gekwalificeerd                             |                             |                             |
| 1998–99 | 82                          | 45                          | 30                          | 7                           | 97                          | 268                         | 231                         | 2e, Northeast               | Conference Finale                               |                             |                             |
| 1999–00 | 82                          | 45                          | 27                          | 10                          | 100                         | 246                         | 222                         | 1e, Northeast               | Conference ½ Finale                             |                             |                             |
| 2000–01 | 82                          | 37                          | 29                          | 16                          | 90                          | 232                         | 207                         | 3e, Northeast               | Conference ½ Finale                             |                             |                             |
| 2001–02 | 82                          | 43                          | 25                          | 14                          | 100                         | 249                         | 207                         | 2e, Northeast               | Conference Finale                               |                             |                             |
| 2002–03 | 82                          | 44                          | 28                          | 10                          | 98                          | 236                         | 208                         | 2e, Northeast               | Conference ¼ Finale                             |                             |                             |
| 2003–04 | 82                          | 45                          | 24                          | 13                          | 103                         | 242                         | 204                         | 2e, Northeast               | Conference ½ Finale                             |                             |                             |
| 2004–05 | Geen competitie ivm staking | Geen competitie ivm staking | Geen competitie ivm staking | Geen competitie ivm staking | Geen competitie ivm staking | Geen competitie ivm staking | Geen competitie ivm staking | Geen competitie ivm staking | Geen competitie ivm staking                     | Geen competitie ivm staking | Geen competitie ivm staking |
| 2005–06 | 82                          | 41                          | 33                          | 8                           | 90                          | 257                         | 270                         | 4e, Northeast               | Niet gekwalificeerd                             |                             |                             |
| 2006–07 | 82                          | 40                          | 31                          | 11                          | 91                          | 258                         | 269                         | 3e, Northeast               | Niet gekwalificeerd                             |                             |                             |
| 2007–08 | 82                          | 36                          | 35                          | 11                          | 83                          | 231                         | 260                         | 5e, Northeast               | Niet gekwalificeerd                             |                             |                             |
| 2008–09 | 82                          | 34                          | 35                          | 13                          | 81                          | 250                         | 293                         | 5e, Northeast               | Niet gekwalificeerd                             |                             |                             |
| 2009–10 | 82                          | 30                          | 38                          | 14                          | 74                          | 214                         | 267                         | 5e, Northeast               | Niet gekwalificeerd                             |                             |                             |
| 2010–11 | 82                          | 37                          | 34                          | 11                          | 85                          | 218                         | 251                         | 4e, Northeast               | Niet gekwalificeerd                             |                             |                             |
| 2011–12 | 82                          | 35                          | 37                          | 10                          | 80                          | 231                         | 264                         | 4e, Northeast               | Niet gekwalificeerd                             |                             |                             |
| 2012–13 | 48                          | 26                          | 17                          | 5                           | 57                          | 145                         | 133                         | 5e, Northeast               | Conference 1/8 Finale                           |                             |                             |
| 2013–14 | 82                          | 38                          | 36                          | 8                           | 84                          | 231                         | 256                         | 6e, Atlantic                | Niet gekwalificeerd                             |                             |                             |
| 2014–15 | 82                          | 30                          | 44                          | 8                           | 68                          | 211                         | 262                         | 7e, Atlantic                | Niet gekwalificeerd                             |                             |                             |
| 2015–16 | 82                          | 29                          | 42                          | 11                          | 69                          | 198                         | 246                         | 8e, Atlantic                | Niet gekwalificeerd                             |                             |                             |
| 2016–17 | 82                          | 40                          | 27                          | 15                          | 95                          | 251                         | 242                         | 4e, Atlantic                | Eerste ronde, verlies van (Washington Capitals) |                             |                             |
| 2017–18 | 82                          | 49                          | 26                          | 7                           | 105                         | 277                         | 232                         | 3e, Atlantic                | Eerste ronde, verlies van (Boston Bruins)       |                             |                             |
| 2018–19 | 82                          | 46                          | 28                          | 8                           | 100                         | 286                         | 251                         | 3e, Atlantic                | Eerste ronde, verlies van (Boston Bruins)       |                             |                             |
| 2019–20 | 70                          | 36                          | 25                          | 9                           | 81                          | 238                         | 227                         | 3e, Atlantic                | Verloren in kwalificatieronde                   |                             |                             |
| 2020–21 | 56                          | 35                          | 14                          | 7                           | 77                          | 187                         | 148                         | 1e, North                   | Eerste ronde                                    |                             |                             |
| 2021–22 | 82                          | 54                          | 21                          | 7                           | 115                         | 315                         | 253                         | 2e, Atlantic                | Eerste ronde                                    |                             |                             |

## Huidige Selectie
Bijgewerkt tot 7 mei 2023 
| #  | Naam                | Nationaliteit    | Pos. |
| -- | ------------------- | ---------------- | ---- |
| 52 | Noel Acciari        | Verenigde Staten | C    |
| 12 | Zach Aston-Reese    | Verenigde Staten | C    |
| 58 | Michael Bunting     | Canada           | LW   |
| 19 | Calle Jarnkrok      | Zweden           | C    |
| 64 | David Kampf         | Tsjechië         | C    |
| 15 | Alexander Kerfoot   | Canada           | C    |
| 23 | Matthew Knies       | Verenigde Staten | LW   |
| 28 | Sam Lafferty        | Verenigde Staten | C    |
| 16 | Mitchell Marner (A) | Canada           | RW   |
| 34 | Auston Matthews (A) | Verenigde Staten | C    |
| 74 | Bobby McMann        | Canada           | C    |
| 88 | William Nylander    | Zweden           | RW   |
| 90 | Ryan O'Reilly       | Canada           | C    |
| 89 | Nick Robertson      | Verenigde Staten | LW   |
| 24 | Wayne Simmonds      | Canada           | RW   |
| 91 | John Tavares (C)    | Canada           | C    |
| 78 | TJ Brodie           | Canada           | D    |
| 48 | Carl Dahlstrom      | Zweden           | D    |
| 55 | Mark Giordano       | Canada           | D    |
| 56 | Erik Gustafsson     | Zweden           | D    |
| 3  | Justin Holl         | Verenigde Staten | D    |
| 37 | Timothy Liljegren   | Zweden           | D    |
| 22 | Jake McCabe         | Verenigde Staten | D    |
| 98 | Victor Mete         | Canada           | D    |
| 8  | Jake Muzzin (A)     | Canada           | D    |
| 44 | Morgan Rielly (A)   | Canada           | D    |
| 2  | Luke Schenn         | Canada           | D    |
| 25 | Conor Timmins       | Canada           | D    |
| 30 | Matt Murray         | Canada           | GK   |
| 35 | Ilya Samsonov       | Rusland          | GK   |
| 60 | Joseph Woll         | Verenigde Staten | GK   |

## Ereleden
De volgende spelers van de Maple Leafs zijn geïntroduceerd in de NHL Hall of Fame, de lijst bevat alle speler die ooit voor de Leafs hebben gespeeld. Bij de niet spelers staan bestuursleden en andere personen die zich in welke vorm dan ook verdienstelijk hebben gemaakt. Achter de naam staat tussen haakjes het jaar van introductie.

### Spelers
- Jack Adams, C, 1922-26, (1959)
- Glenn Anderson, RW/LW, 1991-94, (2008)
- Syl Apps, C, 1936-48, (1961)
- George Armstrong, C, 1950-71, (1975)
- Ace Bailey, LW, 1926-33, (1978)
- Andy Bathgate, C, 1963-65, (1978)
- Max Bentley, C, 1947-53, (1966)
- Leo Boivin, D, 1951-55, (1986)
- Johnny Bower, G, 1958-70, (1976)
- Turk Broda, G, 1936-52, (1967)
- Harry Cameron, D, 1917-23, (1962)
- Gerry Cheevers, G, 1961-62, (1985)
- King Clancy, D, 1930-36, (1958)
- Sprague Cleghorn, D, 1920-21, (1958)
- Charlie Conacher, RW, 1929-37, (1961)
- Rusty Crawford, LW, 1917-19, (1962)
- Hap Day, D, 1924-37, (1961)
- Gordie Drillon, LW, 1937-42, (1975)
- Dick Duff, LW, 1954-64, (2006)
- Babe Dye, RW, 1920-26, 1930, (1970)
- Fernie Flaman, D, 1950-54, (1990)
- Ron Francis, C, 2003-04, (2007)
- Grant Fuhr, G, 1991-93, (2003)
- Mike Gartner, RW, 1994-96, (2001)
- Eddie Gerard, D, 1921-22, (1945)
- George Hainsworth, G, 1933-37, (1961)
- Hap Holmes, G, 1917-19, (1972)
- Red Horner, D, 1928-40, (1965)
- Tim Horton, D, 1952-70, (1977)

- Syd Howe, LW, 1931-32, (1965)
- Busher Jackson, LW, 1929-39, (1971)
- Red Kelly, D, 1960-67, (1969)
- Ted Kennedy, C, 1943-57, (1966)
- Dave Keon, C, 1960-75, (1986)
- Brian Leetch, D, 2004, (2009)
- Harry Lumley, G, 1952-56, (1980)
- Frank Mahovlich, LW, 1957-68, (1981)
- Lanny McDonald, RW, 1973-79, (1992)
- Dickie Moore, LW, 1964-65, (1974)
- Larry Murphy, D, 1995-97, (2004)
- Frank Nighbor, C, 1929-30, (1947)
- Reg Noble, LW, 1919-24, (1962)
- Bert Olmstead, RW, 1958-62, (1985)
- Bernie Parent, G, 1970-72, (1984)
- Pierre Pilote, D, 1968-69, (1975)
- Jacques Plante, G, 1970-73, (1978)
- Babe Pratt, D, 1942-46, (1966)
- Joe Primeau, C, 1927-36, (1963)
- Marcel Pronovost, D, 1965-70, (1978)
- Bob Pulford, LW, 1956-70, (1991)
- Börje Salming, D, 1973-89, (1996)
- Terry Sawchuk, G, 1964-67, (1971)
- Sweeney Schriner, LW, 1939-46, (1962)
- Darryl Sittler, C, 1970-82, (1989)
- Allan Stanley, D, 1958-68, (1981)
- Norm Ullman, C, 1968-75, (1982)
- Harry Watson, LW, 1946-55, (1994)
- Mats Sundin, C, 1994-2008, (2012)

### Niet-spelers
- Harold Ballard, eigenaar/directeur, 1957-89, (1977)
- J. P. Bickell, aandeelhouder/directeur, 1919-51, (1978)
- Cliff Fletcher, president/general manager, 1991-97 and 2008-2009, (2004)
- Jim Gregory, general manager, 1969-79, (2007)
- Foster Hewitt, omroeper, 1927-63, (1965)
- Punch Imlach, coach/general manager, 1958-69 and 1979-80, (1984)
- Dick Irvin, coach, 1931-40, (1958)

- Frank Mathers, speler/bestuurslid, 1948-52, (1992)
- Howie Meeker, speler/coach/general manager/presentator, 1946-57, (1998)
- Roger Neilson, coach, 1977-79, (2002)
- Bud Poile, speler/bestuurslid, 1942-48, (1990)
- Frank J. Selke, bestuurslid, 1929-46, (1960)
- Conn Smythe, eigenaar/directeur, 1927-66, (1958)
- Carl Voss, speler/bestuurslid, 1926-29, (1974)

## Aanvoerders
- Bert Corbeau, 1927
- Hap Day, 1927–37
- Charlie Conacher, 1937–38
- Red Horner, 1938–40
- Syl Apps, 1940–43
- Bob Davidson, 1943–45
- Syl Apps, 1945–48
- Ted Kennedy, 1948–55
- Sid Smith, 1955–56
- Jimmy Thomson, 1956–57
- Ted Kennedy, 1957
- George Armstrong, 1957–69

- Dave Keon, 1969–75
- Darryl Sittler, 1975–79
- geen aanvoerder, 1979-80
- Darryl Sittler, 1980-82
- Rick Vaive, 1982–86
- geen aanvoerder, 1986–89
- Rob Ramage, 1989–91
- Wendel Clark, 1991–94
- Doug Gilmour, 1994–97
- Mats Sundin, 1997–2008
- geen aanvoerder, 2008-2010
- Dion Phaneuf, 2010-2016
- geen aanvoerder, 2016-2019
- John Tavares 2019-heden

## Topscorers aller tijden
Pos = positie; Wed. = wedstrijden; G = goals; A = assists; P = punten; P/W = punten per wedstrijd; * = huidig Maple Leafs-speler
| Speler           | Pos | W    | G   | A   | P   | P/W  |
| ---------------- | --- | ---- | --- | --- | --- | ---- |
| Mats Sundin      | C   | 981  | 420 | 567 | 987 | 1.01 |
| Darryl Sittler   | C   | 844  | 389 | 527 | 916 | 1.09 |
| Dave Keon        | C   | 1062 | 365 | 493 | 858 | .81  |
| Börje Salming    | D   | 1099 | 148 | 620 | 768 | .70  |
| George Armstrong | RW  | 1187 | 296 | 417 | 713 | .60  |
| Ron Ellis        | RW  | 1034 | 332 | 308 | 640 | .62  |
| Frank Mahovlich  | LW  | 720  | 296 | 303 | 599 | .83  |
| Bob Pulford      | LW  | 947  | 251 | 312 | 563 | .59  |
| Ted Kennedy      | C   | 696  | 231 | 329 | 560 | .80  |
| Rick Vaive       | RW  | 534  | 299 | 238 | 537 | 1.01 |

Bron: Toronto Maple Leafs Media Guide 2008–09.

## Coaches

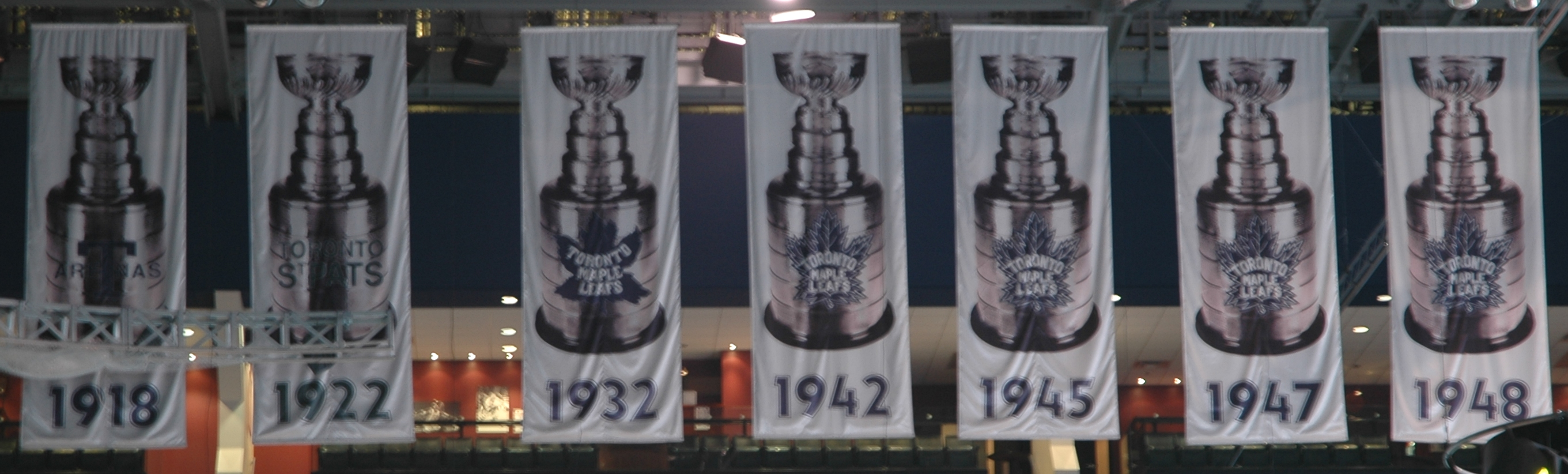
Stanley Cup banners 1918/1948

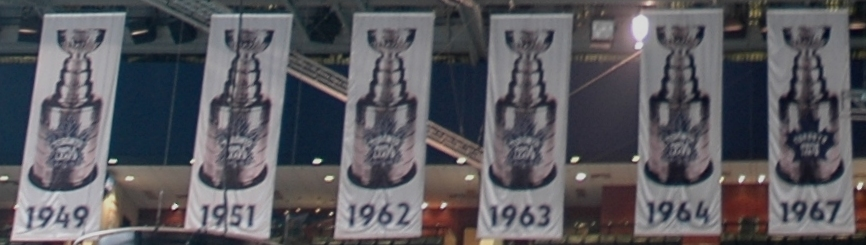
Stanley Cup banners 1949/1967

- Dick Carroll 1917-1919
- Frank Heffernan 1919/20
- Harry Sproule 1919/20
- Frank Carroll 1920/21
- George O'Donoghue 1921-1923
- Charles Querrie 1922/23
- Eddie Powers 1923-1926
- Charles Querrie 1926/27
- Mike Rodden 1926/27
- Alex Romeril 1926/27
- Conn Smythe 1927-1931
- Art Duncan 1930-1932
- Dick Irvin 1931-1940
- Hap Day 1940-1950
- Joe Primeau 1950-1953
- King Clancy 1953-1956
- Howie Meeker 1956/57
- Billy Reay 1957-1959
- Punch Imlach 1959-1969
- John McLean 1969-1972

- King Clancy 1971/72
- John McLean 1972/73
- Red Kelly 1973-1977
- Roger Neilson 1977-1979
- Floyd Smith 1979/80
- Dick Duff 1979/80
- Punch Imlach 1979-1981
- Joe Cozier 1980/81
- Mike Nykoluk 1980-1984
- Dan Maloney 1984-1986
- John Brophy 1986-1989
- George Armstrong 1988/89
- Doug Carpenter 1989-1991
- Tom Watt 1991/92
- Pat Burns 1992-1996
- Nick Beverly 1995/96
- Mike Murphy 1996-1998
- Pat Quinn 1998-2006
- Paul Maurice 2006-2008
- Ron Wilson 2008-2012
- Randy Carlyle 2012-2015
- Peter Horachek 2015
- Mike Babcock 2015-2019
- Sheldon Keefe 2019-heden

## Accommodaties
Naast de Scotiabank Arena hebben de Maple Leafs ook nog een trainings accommodatie, de zogenaamde MasterCard Centre for Hockey Excellence. Deze accommodatie heeft 2 “rinks”en wordt gerund door de lokale Lions Club.

## Prijzenkast
- Stanley Cup (13): 1918 (als Blueshirts), 1922 (als St. Pats), 1932, 1942, 1944, 1947, 1948, 1949, 1951, 1962, 1963, 1964, 1967
- Verliezend finalist (8) - 1933, 1935, 1936, 1938, 1939, 1940, 1959, 1960
- Playoff’s (64)